# Liste der Landschaftsschutzgebiete in Solingen
Die Liste der Landschaftsschutzgebiete in Solingen enthält die Landschaftsschutzgebiete der kreisfreien Stadt Solingen in Nordrhein-Westfalen.

## Liste
| Bild           | Nummer im Landschaftsplan | Bezeichnung des Gebietes | Fläche in Hektar | WDPA-ID   | Koordinaten | Datum der Verordnung          |
| -------------- | ------------------------- | --- | ---------------- | --------- | ----------- | ----------------------------- |
| weitere Bilder | L 2.2.1                   | LSG-Wupperengtal | 1745,459         | 555561622 | Position    | 1970 (VO) 2005 (LP)           |
| weitere Bilder | L 2.2.2                   | LSG-Zentrale Höhenrücken und Bachtäler | 1852,1087        | 555561623 | Position    | 1970 (VO) 2005 (LP)           |
| weitere Bilder | L 2.2.3                   | LSG-Ohligser Mittelterrasse | 372,5046         | 378677    | Position    | 1970 (VO) 2005 (LP)           |
|                | L 2.2.4                   | 33 Landschaftsschutzgebiete (L 2.2.4.1 bis L 2.2.4.33) mit besonderen Festsetzungen zum Schutz und zum Erhalt der wildwachsenden Pflanzen und wildlebenden Tiere (in L 2.2.1 bis L 2.2.3 enthalten) |                  |           |             | 1970 (VO) 1987 (LP) 2005 (LP) |